# Opéra Puccino
Albums de Oxmo Puccino
L'amour est mort
(2001)
Opéra Puccino est le premier album du rappeur Oxmo Puccino, sorti le 28 avril 1998. Il est distribué exclusivement par Virgin.

## Production
La participation d'Oxmo Puccino à l'album Sad Hill de DJ Kheops en 1997 avec le titre Mama Lova avait rencontré un succès critique, lançant sa notoriété.
Le label Time Bomb, qui comptait dans ses rangs Oxmo Puccino, Pit Baccardi, Ghetto Diplomats, Lunatic, Hifi, X-Men, Dj Mars et Dj Sek, a révolutionné selon beaucoup le rap français, avant d'imploser vers 1997. Oxmo Puccino, avec DJ Mars et DJ Sek, fait partie des rares artistes restés dans le collectif. Ces deux derniers produiront l'intégralité du premier album d'Oxmo Puccino.

## Réception
L'album est acclamé par la critique dès sa sortie : le magazine Groove désigne Opéra Puccino comme l’album français de l’année 1998. Il lui faudra cependant attendre 2006 pour être certifié disque d'or.
Pour Le Rap en France, « Oxmo, c’est l’art de la diction, un cuisinier de la littérature qui tranche, cisaille, découpe les syllabes et les mots avec délectation. Son articulation parfaite nous fait savourer les rimes et les punchlines, douceurs à l’oreille, intenses à la compréhension. Le flow qu’il nous présente est d’une telle musicalité que le maestro pourrait se permettre de rapper acapella, le son devenant accessoire. ». Ce même site considère que « Puccino n’est pas un rappeur (mais) un artiste ».
Attribuant une note de 8.5/10 à l'album, Kaiserben considère que « Puccino nous distille le rap le plus imagé que l’on ai jamais entendu, cet album se regardant autant qu’il ne s’écoute ; avec pour l’auditeur l’envie de se poser devant sa chaîne hi-fi avec un seau de pop-corn et prendre sa dose d’émotions. ». Le site Abcdr du son estime que « Oxmo se joue des masques – à l’image de la pochette de l’album – et affirme avec théâtralité une identité hors-norme ».
Les featurings sont reçus de manière plus mitigée. Kaiserben dénonce « les featuring qui n’arrive pas au niveau d’Ox, Lino excepté. ». L'Abcdr du son considère que les prestations de Pit Baccardi et de Freeman sur le morceau 24 heures à vivre sont « peu glorieuses » et que K-Reen « agace » dans le morceau Mensongeur, mais reconnait cependant qu'elle a trouvé « l’interprétation qu’il fallait pour Le jour où tu partiras » et loue « un Lino au sommet de son art » dans La loi du point final. L'Abcdr du son conclut en considérant qu'Opéra Puccino est un classique, « sans l’ombre d’un doute ».
C'est toutefois le morceau L'Enfant seul qui attirera le plus d'attention. Le Rap en France considère ce morceau comme « une magnifique réussite, nous laissant jongler entre universalité et autobiographie. ». Les sites Internet Phase2Rap et Hip Hop Sans Frontières consacreront des chroniques entières à ce morceau, considéré comme un classique du rap français, « l'une des pièces maîtresses de l'oeuvre d'Oxmo Puccino » et « une performance lyricale qui a marqué le rap français ».
En 2009, les morceaux La loi du Point final et L'Enfant seul sont classés respectivement en 10ème et en 4ème position dans le top 100 des meilleurs sons du rap français de l'Abcdr du son,.

## Postérité
Pour les 20 ans d'Opéra Puccino en 2018, une édition collector de l'album est rendue disponible, comprenant notamment des versions instrumentales et une remastérisation des 18 morceaux originels. On y trouve aussi une version trio acoustique de Mourir 1000 fois, quatre titres rares sortis à l'époque de l'album, et un remix de 24 heures à vivre avec Pit Baccardi, Rémy, Demi Portion et Jazzy Bazz.
Pour l'occasion, un site dédié raconte les coulisses et archives de l'album, et Oxmo Puccino se produit pour deux concerts évènements à l'Olympia. Un clip d'animation du morceau Peur noire est réalisé par trois élèves de l'École Émile-Cohl.

## Titres
| 1.      | Visions de vie (DJ Mars & DJ Sek)                   | Oxmo Puccino                                                   | 4:52 |
| 2.      | Black Mafioso (Interlude) (DJ Mars & DJ Sek)        | Oxmo Puccino                                                   | 1:56 |
| 3.      | Hitman (DJ Mars & DJ Sek)                           | Oxmo Puccino                                                   | 4:16 |
| 4.      | Qui peut le nier ! (DJ Mars & DJ Sek)               | Oxmo Puccino                                                   | 4:14 |
| 5.      | Peur noire (DJ Mars & DJ Sek)                       | Oxmo Puccino                                                   | 2:57 |
| 6.      | L'enfant seul (DJ Mars & DJ Sek)                    | Oxmo Puccino                                                   | 4:10 |
| 7.      | Alias Jon Smoke (DJ Mars & DJ Sek)                  | Oxmo Puccino                                                   | 3:22 |
| 8.      | Peu de gens le savent (Interlude) (Oxmo Puccino)    | Oxmo Puccino                                                   | 3:59 |
| 9.      | Amour & jalousie (DJ Mars & DJ Sek)                 | Oxmo Puccino                                                   | 3:38 |
| 10.     | 24 heures à vivre (DJ Mars & DJ Sek)                | Oxmo Puccino, Akhenaton, Le Rat Luciano, Freeman, Pit Baccardi | 3:57 |
| 11.     | Sacré samedi soir (DJ Mars)                         | Oxmo Puccino                                                   | 4:16 |
| 12.     | Le jour où tu partiras (DJ Mars & DJ Sek)           | Oxmo Puccino, K-Reen                                           | 4:30 |
| 13.     | Sortilège (DJ Mars & DJ Sek)                        | Oxmo Puccino, Triomphe                                         | 3:16 |
| 14.     | Black Cyrano de Bergerac (Interlude) (Oxmo Puccino) | Oxmo Puccino                                                   | 1:30 |
| 15.     | Mensongeur (DJ Mars & DJ Sek)                       | Oxmo Puccino, K-Reen                                           | 4:17 |
| 16.     | La lettre (DJ Mars & DJ Sek)                        | Oxmo Puccino, Freeman                                          | 3:48 |
| 17.     | La loi du point final (DJ Mars & DJ Sek)            | Oxmo Puccino, Lino                                             | 3:32 |
| 18.     | Mourir 1000 fois (DJ Mars & DJ Sek)                 | Oxmo Puccino                                                   | 5:07 |
| 1:07:37 |                                                     |                                                                |      |

- L'intégralité des sons ont été composés par Oxmo lui-même ainsi que DJ Mars et DJ Sek.

## Samples
- Le Mensongeur contient un sample du titre If I'm Your Lover de Con Funk Shun.
- Visions de vie contient en introduction un extrait du film Mississippi Burning en version française : partie d'un éloge funèbre donné par Frankie Faison, doublé par Med Hondo.
- La Loi du point final contient un sample de Power of The Gospel de Ben Harper.